# ایالت ابونیی

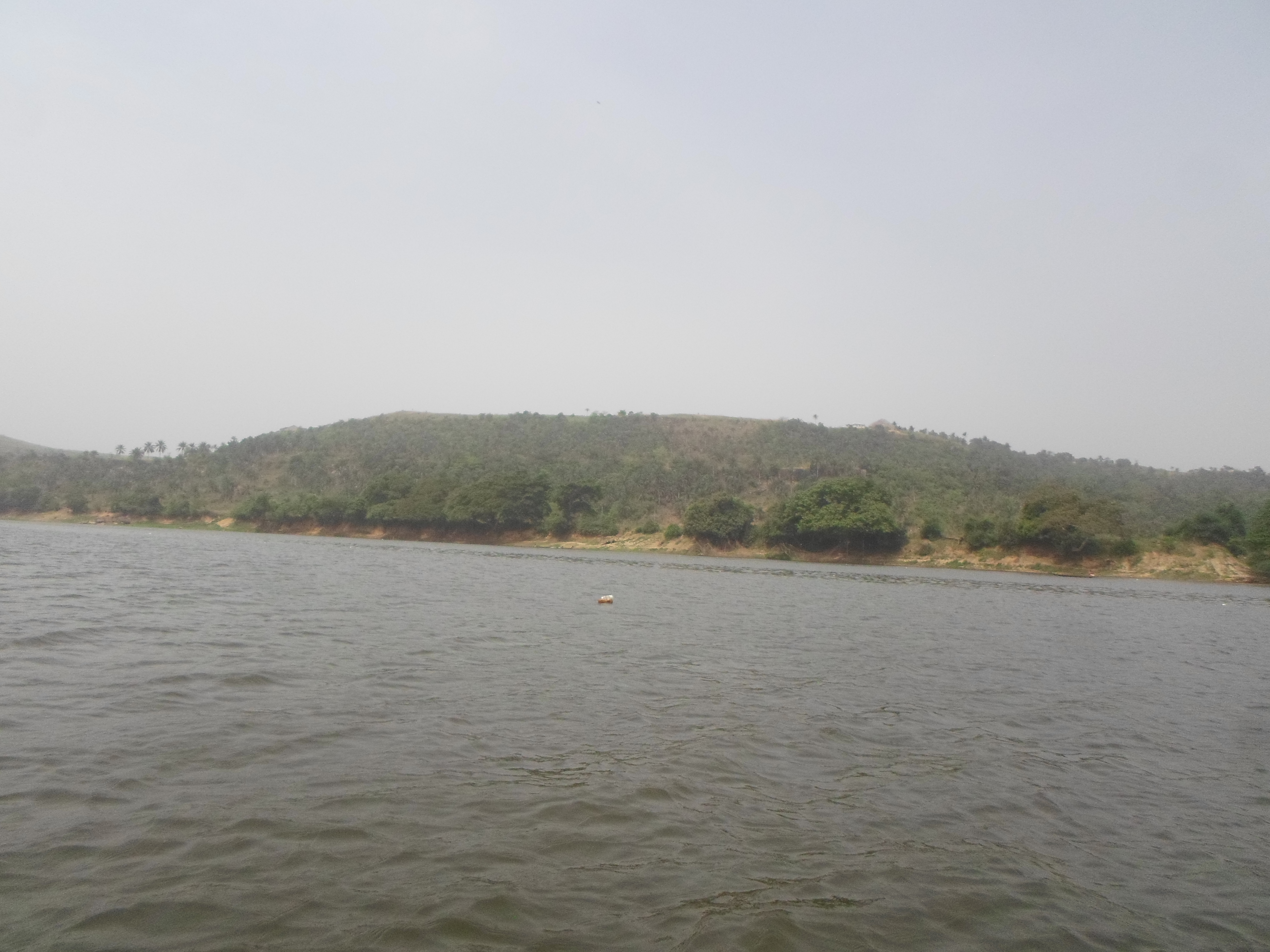
ایالت ابونیی، کشور نیجریه

ایالت ابونیی (به لاتین: Ebonyi) یک ایالت در نیجریه است که ۵٬۵۳۳ کیلومترمربع مساحت دارد.